# Björkhagen, Vanda stad
Björkhagen (finska: Koivuhaka) är en stadsdel i Vanda stad i landskapet Nyland. 
Björkhagen ligger vid korsningen av Tusbyleden och Ring III, vilka också fungerar som västlig och sydlig gräns för stadsdelen. I Björkhagen finns det egnahemshus byggda på 1940-1960-talen och företag i den västra delen, bland annat bil- och partiaffärer. Vid Viherpaja trädgårdscentrum finns det en japansk trädgård som också fungerar som sevärdhet. 
I Björkhagen finns också Betel, Jehovas vittnens huvudkontor och den största rikets sal i Finland.